# Moyra Barry
Pour les articles homonymes, voir Barry.
Moyra Barry (1886 - 2 février 1960) est une artiste irlandaise, surtout connue pour ses peintures de fleurs.

## Petite enfance et éducation
Moyra Aloysius Barry naît en 1886 à Dublin et est l'aînée de onze enfants de Bernard et Jane Barry. Son père travaille comme marchand. Bien qu'elle s'appelle Moyra, elle a toujours été connue sous le nom de Mary pour sa famille. Barry fréquente le Loreto Convent, North Great George's St. puis les Royal Hibernian Academy (RHA) Schools de 1908 à 1909. Pendant ses études à la RHA, elle remporte un certain nombre de prix en composition et en dessin, puis déménage à Londres pour fréquenter la Slade School of Fine Art de 1911 à 1914, où elle reçoit le premier prix de peinture de 1913 à 1914. Elle vit et donne des cours privés d'anglais à Quito en Équateur dans les années 1920, avant de retourner au domicile familial de Rathmines à Dublin dans les années 1930,.

## Carrière artistique
De 1908 à 1952, ses œuvres sont fréquemment exposées par la RHA et dans un certain nombre d'expositions individuelles à la galerie Angus à partir de 1932. Elle est connue pour ses portraits et ses paysages, mais elle acquiert une réputation pour ses peintures de fleurs. Pour ces peintures de fleurs, elle travaille à l'aquarelle et à l'huile, représentant souvent des chrysanthèmes et des rhododendrons, s'inspirant des nénuphars des jardins botaniques nationaux. Dermod O'Brien la décrit comme « la meilleure peintre de fleurs vivante » en 1941, après avoir visité une exposition aux Victor Waddington Galleries, Dublin.
Barry est membre de la Society of Dublin Painters, étant l'une des membres les plus éminentes des années 1930 et 40. Elle est membre du Dublin Sketching Club, exposant régulièrement avec eux dans les années 1930. Elle est occasionnellement exposée par la Watercolour Society of Ireland, contribuant à des expositions de groupe en Angleterre, aux Pays-Bas et en Amérique du Nord.

## Héritage
Le travail de Barry est conservé dans un certain nombre d'institutions irlandaises, telles que la Crawford Art Gallery, le Ulster Museum, et son Self portrait in the artist's studio (1920) est accroché à la National Gallery of Ireland.
Barry meurt à Dublin le 2 février 1960. Elle est enterrée au cimetière de Glasnevin.